# Dan Marino
Pour les articles homonymes, voir Marino.
College Football Hall of Fame 2002
Pro Football Hall of Fame 2005
(en) Statistiques sur pro-football-reference
Daniel Marino Jr., dit Dan Marino, né le 15 septembre 1961 à Pittsburgh en Pennsylvanie, est un joueur professionnel américain de football américain qui a joué en National Football League (NFL) pour la franchise des Dolphins de Miami.
Considéré comme l'un des meilleurs quarterbacks de l'histoire de la NFL, il est intronisé au Pro Football Hall of Fame en 2005.

## Biographie

### Jeunesse
Daniel Constantine Marino Jr. naît le 15 septembre 1961 à Pittsburgh en Pennsylvanie. Il est l'aîné de Daniel Marino, immigré italien, et de Veronica Kolczynski, immigrée polonaise. Il a deux jeunes sœurs, Cindi et Debbie.
Son père, livreur de journaux, lui apprend dans sa jeunesse à lancer un ballon de football américain. Après avoir joué pour le lycée Central Catholic, il décide de rejoindre l'université de Pittsburgh située à quelques kilomètres du domicile familial.

### Parcours sportif

#### Carrière universitaire
Quarterback des Panthers de Pittsburgh, Marino impressionne par son imposant physique pour une jeune joueur de son âge. Il entre à l'université de Pittsburgh en 1979 et est de suite désigné titulaire alors qu'il est dans son année rookie (débutant). L'année suivante, il mène son équipe à la deuxième place des équipes du championnat de la NCAA Division I Football Bowl Subdivision. En 1981, il inscrit un touchdown décisif lors du Sugar Bowl, offrant le trophée à son équipe. Il ne perd que trois rencontres lors de ses trois premières saisons universitaires.

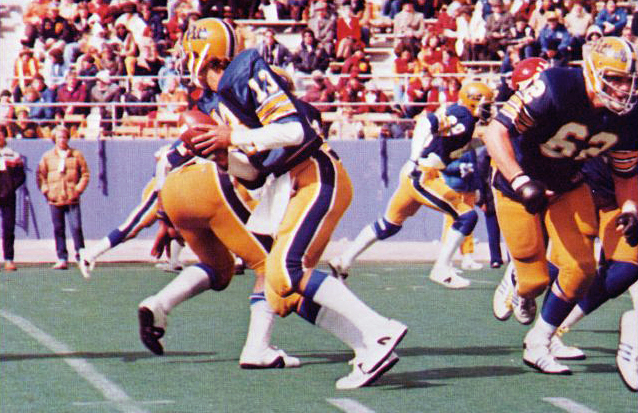
Dan Marino (n°13) sous le maillot des Panthers de Pittsburgh en 1979.

Lors de sa dernière saison universitaire, en 1982, Dan Marino se fait intercepter à de nombreuses reprises ce qui sème le doute chez les recruteurs professionnels.

#### Carrière professionnelle
Dan Marino est sélectionné en 27e choix global lors du premier tour de la draft 1983 de la NFL par la franchise des Dolphins de Miami après avoir glissé dans le classement à la suite des nombreuses passes interceptées lors de sa saison 1982. Cette draft est reconnue comme l'une des plus prolifiques de l'histoire de la NFL puisque, outre Marino, les quarterbacks Jim Kelly et John Elway ainsi que le running back Eric Dickerson et l'offensive tackle Bruce Matthews y sont sélectionnés lors du premier tour. Ces joueurs seront tous intronisés au Pro Football Hall of Fame.
Dan Marino effectue toute sa carrière professionnelle (17 saisons) avec les Dolphins de Miami où il accumule de nombreux records. Il perd le Super Bowl XIX en 1985 remporté par les 49ers de San Francisco emmenés par leur quarterback Joe Montana et termine sa carrière sans avoir remporté un Super Bowl.

### Vie personnelle
Marié à Claire Veazey le 30 janvier 1985, ils ont six enfants dont deux filles adoptées. Avec sa femme, il ouvre en 1992 la Dan Marino Foundation qui vient en aide aux enfants, après que l'un de ses enfants ait été diagnostiqué autiste,. Il possède deux restaurants, le premier situé à Miami et l'autre à Las Vegas.[réf. nécessaire]
Marino obtient un doctorat honorifique en journalisme audiovisuel de l'Université de Pittsburgh en 2005. Il a prononcé le discours d'ouverture lors de la cérémonie de remise des diplômes de l'université en 2008.
En janvier 2013, Marino a admis avoir engendré en 2005 un enfant avec l'employée de CBS Donna Savattere, fait qu'il n'avait partagé qu'avec sa femme. Il avait auparavant versé à Savattere plusieurs millions de dollars pour que cette information ne soit pas rendue publique.

### Cinéma et télévision
Sauf indication contraire, les informations mentionnées dans cette section peuvent être confirmées par la base de données cinématographiques IMDb,  présente dans la section « Liens externes ».
Dan Marino fait quelques apparitions cinématographiques : il apparaît dans son propre rôle dans la comédie Ace Ventura, détective chiens et chats en 1994, puis dans Mister G. en 1999, dans Little Nicky en 2000, dans Bad Boys 2 en 2003 et dans Complete Guide to Guys en 2005.
Il est aussi présent dans un épisode de la saison 10 des Simpson intitulé Les Prisonniers du stade (Sunday, Cruddy Sunday), là aussi dans son propre rôle. Il double aussi un personnage fictif, Garth Sinew, dans un épisode de la saison 3 de la série d'animation Le Bus magique, intitulé Travail d'équipe (Works Out).
Par ailleurs, les dialogues de Gangsters par alliance font référence à Dan Marino à plusieurs reprises, avec plusieurs personnages affirmant l'avoir fréquenté dans une orgie.

## Statistiques

### Universitaires
| Année       | Équipe                 | Statut      | MJ |         | Passes   | Passes | Passes | Passes | Passes | Passes | Passes  |       | Courses | Courses | Courses | Courses |
| Année       | Équipe                 | Statut      | MJ | Tentées | Réussies | Pct.   | Yards  | TD     | Int.   | Éval.  | Tentées | Yards | Moy.    | TD      |         |         |
| 1979        | Panthers de Pittsburgh | Fr.         | 12 | 130     | 222      | 58,6   | 1 680  | 10     | 09     | 128,9  | 35      | -85   | -2,4    | 1       |         |         |
| 1980        | Panthers de Pittsburgh | So.         | 12 | 116     | 224      | 51,8   | 1 609  | 15     | 14     | 121,7  | 14      | -53   | -3,8    | 0       |         |         |
| 1981        | Panthers de Pittsburgh | Jr.         | 12 | 226     | 380      | 59,5   | 2 876  | 37     | 23     | 143,1  | 24      | -95   | -4      | 2       |         |         |
| 1982        | Panthers de Pittsburgh | Sr.         | 12 | 221     | 378      | 58,5   | 2 432  | 17     | 23     | 115,2  | 44      | -44   | -1      | 0       |         |         |
| Totaux NCAA | Totaux NCAA            | Totaux NCAA | 48 | 693     | 1 204    | 57,6   | 8 597  | 79     | 69     | 127,7  | 117     | -277  | -2.4    | 3       |         |         |

### Professionnelles
En 242 matchs de saison régulière, Marino a inscrit 420 touchdowns à la passe :
| Année              | Équipe             | MJ  |         | Passes   | Passes | Passes | Passes | Passes | Passes | Passes  |       | Courses | Courses | Courses | Courses |
| Année              | Équipe             | MJ  | Tentées | Réussies | Pct.   | Yards  | TD     | Int.   | Éval.  | Tentées | Yards | Moy.    | TD      |         |         |
| 1983               | Dolphins de Miami  | 11  | 296     | 173      | 58,4   | 2 210  | 20     | 06     | 096    | 28      | 45    | +1,6    | 2       |         |         |
| 1984               | Dolphins de Miami  | 16  | 564     | 362      | 64,2   | 5 084  | 48     | 17     | 108,9  | 28      | -7    | -0,3    | 0       |         |         |
| 1985               | Dolphins de Miami  | 16  | 567     | 336      | 59,3   | 4 137  | 30     | 21     | 084,1  | 26      | -24   | -0,9    | 0       |         |         |
| 1986               | Dolphins de Miami  | 16  | 623     | 378      | 60,7   | 4 746  | 44     | 23     | 092,5  | 12      | -3    | -0,3    | 0       |         |         |
| 1987               | Dolphins de Miami  | 12  | 444     | 263      | 59,2   | 3 245  | 26     | 13     | 089,2  | 12      | -5    | -0,4    | 1       |         |         |
| 1988               | Dolphins de Miami  | 16  | 606     | 354      | 58,4   | 4 434  | 28     | 23     | 080,8  | 20      | -17   | -0,9    | 0       |         |         |
| 1989               | Dolphins de Miami  | 16  | 550     | 308      | 56     | 3 997  | 24     | 22     | 076,9  | 14      | -7    | -0,5    | 2       |         |         |
| 1990               | Dolphins de Miami  | 16  | 531     | 306      | 57,6   | 3 563  | 21     | 11     | 082,6  | 16      | 29    | +1,8    | 0       |         |         |
| 1991               | Dolphins de Miami  | 16  | 549     | 318      | 57,9   | 3 970  | 25     | 13     | 085,8  | 27      | 32    | +1,2    | 1       |         |         |
| 1992               | Dolphins de Miami  | 16  | 554     | 330      | 59,6   | 4 116  | 24     | 16     | 085,1  | 20      | 66    | +3,3    | 0       |         |         |
| 1993               | Dolphins de Miami  | 05  | 150     | 091      | 60,7   | 1 218  | 08     | 03     | 095,9  | 09      | -4    | -0,4    | 1       |         |         |
| 1994               | Dolphins de Miami  | 16  | 615     | 385      | 62,6   | 4 453  | 30     | 17     | 089,2  | 22      | -6    | -0,3    | 1       |         |         |
| 1995               | Dolphins de Miami  | 14  | 482     | 309      | 64,1   | 3 668  | 24     | 15     | 090,8  | 11      | 14    | +1,3    | 0       |         |         |
| 1996               | Dolphins de Miami  | 13  | 373     | 221      | 59,2   | 2 795  | 17     | 09     | 087,8  | 11      | -3    | -0,3    | 0       |         |         |
| 1997               | Dolphins de Miami  | 16  | 548     | 319      | 58,2   | 3 780  | 16     | 11     | 080,7  | 18      | -14   | -0,8    | 0       |         |         |
| 1998               | Dolphins de Miami  | 16  | 537     | 310      | 57,7   | 3 497  | 23     | 15     | 080    | 21      | -3    | -0,1    | 1       |         |         |
| 1999               | Dolphins de Miami  | 11  | 369     | 204      | 55,3   | 2 448  | 12     | 17     | 067,4  | 06      | -6    | -1      | 0       |         |         |
| Totaux en carrière | Totaux en carrière | 242 | 8 358   | 4 967    | 59,4   | 61 161 | 420    | 252    | 86,4   | 301     | 87    | +0,3    | 9       |         |         |

| Année              | Équipe             | MJ |         | Passes   | Passes | Passes | Passes | Passes | Passes | Passes  |       | Courses | Courses | Courses | Courses |
| Année              | Équipe             | MJ | Tentées | Réussies | Pct.   | Yards  | TD     | Int.   | Éval.  | Tentées | Yards | Moy.    | TD      |         |         |
| 1983               | Dolphins de Miami  | 1  | 025     | 15       | 60     | 0 193  | 2      | 2      | 077,6  | -       | -     | -       | -       |         |         |
| 1984               | Dolphins de Miami  | 3  | 116     | 71       | 61,2   | 1 001  | 8      | 5      | 094,1  | 1       | 0     | +0      | 0       |         |         |
| 1985               | Dolphins de Miami  | 2  | 093     | 45       | 48,4   | 0 486  | 3      | 3      | 061,5  | 1       | 0     | +0      | 0       |         |         |
| 1990               | Dolphins de Miami  | 2  | 079     | 42       | 53,2   | 0 544  | 5      | 2      | 085,6  | 5       | -1    | -0,2    | 1       |         |         |
| 1992               | Dolphins de Miami  | 2  | 074     | 39       | 52,7   | 0 435  | 4      | 2      | 077,3  | 1       | -2    | -2      | 0       |         |         |
| 1994               | Dolphins de Miami  | 2  | 067     | 46       | 68,7   | 0 519  | 5      | 0      | 116,4  | 2       | 4     | +2      | 0       |         |         |
| 1995               | Dolphins de Miami  | 1  | 064     | 33       | 51,6   | 0 422  | 2      | 3      | 063,4  | 1       | 0     | +0      | 0       |         |         |
| 1997               | Dolphins de Miami  | 1  | 043     | 17       | 39,5   | 0 141  | 0      | 2      | 029,3  | 1       | 2     | 2       | 0       |         |         |
| 1998               | Dolphins de Miami  | 2  | 071     | 49       | 59     | 0 478  | 1      | 3      | 074,7  | 1       | -1    | -1      | 0       |         |         |
| 1999               | Dolphins de Miami  | 2  | 055     | 28       | 50,9   | 0 291  | 2      | 2      | 063,5  | 2       | -1    | -1      | 0       |         |         |
| Totaux en carrière | Totaux en carrière | 18 | 687     | 385      | 56     | 4 510  | 32     | 24     | 077,1  | 15      | 1     | +0,1    | 1       |         |         |

## Palmarès et records

### Trophées
- Meilleur rookie de la NFL : 1983 ;
- MVP de la NFL : 1984.

### Honneurs
- Pro Bowl : 1984, 1985, 1986, 1987, 1988, 1992, 1993, 1995, 1996
- All-Pro : 1984, 1985, 1986

### Records
Au cours de ses dix-sept années professionnelles, Dan Marino a établi ou a battu de nombreux records. Il est notamment le premier quarterback à avoir gagné à la passe plus de 5 000 yards en une seule saison. La liste suivante retrace les records qu'il détenait le jour de sa retraite.
| Record                                                        | Nombre  | Saison(s)                            |
| ------------------------------------------------------------- | ------- | ------------------------------------ |
| Évaluation de quarterback lors de la saison rookie (débutant) | 96      | 1983                                 |
| Saisons comme leader des passes tentées                       | 5       | 1984, 1986, 1988, 1992 et 1997       |
| Passes tentées                                                | 8 358   |                                      |
| Saisons comme leader des passes réussies                      | 6       | 1984, 1985, 1986, 1988, 1992 et 1997 |
| Pourcentage de passes réussies lors d'une saison rookie       | 58,45 % | 1983                                 |
| Yards gagnés à la passe                                       | 61 361  |                                      |
| Saisons à plus de 3 000 yards gagnés à la passe               | 13      |                                      |
| Yards gagnés à la passe en une saison                         | 5 084   | 1984                                 |
| Matchs à plus de 400 yards gagnés à la passe                  | 13      |                                      |
| Match à plus de 400 yards gagnés à la passe en une saison     | 4       | 1984                                 |
| Matchs à plus de 300 yards gagnés à la passe                  | 63      |                                      |
| Passes pour des touchdowns                                    | 420     |                                      |
| Passes pour des touchdowns en une saison                      | 48      | 1984                                 |
| Matchs avec 4 touchdowns ou plus à la passe                   | 21      |                                      |
| Matchs avec 4 touchdowns ou plus à la passe en une saison     | 6       | 1984                                 |
| Matchs consécutifs avec 4 touchdowns ou plus à la passe       | 4       | 1984                                 |
| Saisons comme leader des yards gagnés à la passe              | 5       | 1984, 1985, 1986, 1988 et 1992       |
| Matchs consécutifs avec 400 yards ou plus gagnés à la passe   | 2       | 1984                                 |
| Matchs avec 300 yards ou plus gagnés à la passe               | 9       | 1984                                 |
| Saisons consécutives comme leader des passes réussies         | 3       | 1984 à 1986                          |
| Matchs de play-off consécutifs avec une passe de touchdown    | 13      | 1983 à 1995                          |

| Record                                                          | Nombre | Note |
| --------------------------------------------------------------- | ------ | --- |
| Saisons jouées                                                  | 17     | |
| Matchs joués                                                    | 242    | dont 240 comme titulaire |
| Sélections au Pro Bowl                                          | 9      | dont 7 joués |
| Yards gagnés à la passe en un match                             | 521    | contre les Jets de New York le 23 octobre 1988                                                                                        |
| Yards gagnés à la passe lors d'une saison rookie                | 2 210  | |
| Yards gagnés à la passe en un match lors d'une saison rookie    | 322    | contre les Bills de Buffalo le 9 octobre 1988                                                                                         |
| Passes tentées                                                  | 8 358  | |
| Passes tentées en une saison                                    | 623    | 1986 |
| Passes tentées en un match                                      | 64     | contre les Bills de Buffalo le 30 décembre 1995 (séries éliminatoires)                                                                |
| Passes réussies                                                 | 4 967  | |
| Passes réussies en une saison                                   | 385    | 1994 |
| Passes réussies en un match                                     | 39     | contre les Bills de Buffalo le 16 novembre 1986                                                                                       |
| Passes réussies en un match lors d'une saison rookie            | 25     | contre les Los Angeles Rams le 30 octobre 1983                                                                                        |
| Passes réussies consécutivement                                 | 15     | du 8 novembre 1992 au 16 novembre 1992                                                                                                |
| Passes pour les touchdowns lors d'une saison rookie             | 20     | 1983 |
| Matchs consécutifs avec une passe de touchdown                  | 30     | 1985-1987 |
| Passes interceptées                                             | 252    | |
| Passes interceptées en une saison                               | 23     | 1986 et 1988 |
| Plus basse moyenne d'interception                               | 3,02   | |
| Pourcentage de passes réussies                                  | 59,4 % | |
| Pourcentage de passes réussies en une saison                    | 64,2 % | 1984 |
| Pourcentage de passes réussies lors d'une saison rookie         | 58,4 % | 1983 |
| Évaluation de quarterback                                       | 86,4   | |
| Évaluation de quarterback en une saison                         | 108,9  | 1984 |
| Matchs consécutifs avec 300 yards gagnés à la passe             | 3      | 1984, 1988, 1994 et 1998 |
| Matchs avec plus de 300 yards gagnés à la passe                 | 63     | |
| Matchs avec plus de 300 yards gagnés à la passe en une saison   | 9      | 1984 |
| Passes pour les touchdowns en un match                          | 6      | contre les Jets de New York le 21 septembre 1986                                                                                      |
| Passes pour les touchdowns en un match lors d'une saison rookie | 3      | contre : les Bills de Buffalo le 9 octobre 1983 les Jets de New York le 16 octobre 1983 les Bengals de Cincinnati le 28 novembre 1983 |
| Passes interceptées en un match                                 | 5      | contre contre : les Jets de New York le 23 octobre 1988 les Stars de Dallas le 23 octobre 1988                                        |
| Matchs consécutifs sans interception                            | 4      | 1997 |

Note : les records NFL ne sont pas repris dans le tableau ci-dessus, bien qu'ils soient aussi des records de franchise.